# Limnoscelidae
De Limnoscelidae zijn een familie van uitgestorven carnivore Diadectomorpha. Ze zouden de grootste landbewonende carnivoren van hun tijd zijn geweest, de andere grote carnivoren waren aquatische of semi-aquatische labyrinthodonte amfibieën. De Limnoscelidae zelf, die dicht bij de voorouders van de Amniota liggen, zouden goed aangepaste landdieren zijn geweest, maar nog steeds afhankelijk van amniote eieren en mogelijk met een zwemmend larvestadium. In tegenstelling tot de meer geavanceerde herbivore diadectomorfen, behielden de tanden de labyrinthodonte instulping van het glazuur en waren ze puntig en lichtjes teruggebogen aan de punt.

## Taxonomie
Twee soorten werden toegewezen aan het enige geslacht van de familie. Limnoscelis (twee soorten) is het nominale geslacht waarvoor de familie werd opgericht. Beide soorten waren vrij grote dieren, die als volwassenen honderdvijftig centimeter konden bereiken. 

## Voormalige leden
Limnostygis (één soort) werd ooit beschouwd als een lid van de Limnoscelidae door Robert L. Carroll, maar sinds een recente studie wordt het niet langer als lid beschouwd vanwege een gebrek aan gegevens. Het is bekend uit een enkel gedeeltelijk skelet. Het was aanzienlijk kleiner dan Limnoscelis, ongeveer veertig centimeter in volwassen lengte.